# Ingen blåser Hooper
Ingen blåser Hooper (engelska: Hooper) är en amerikansk långfilm från 1978 i regi av Hal Needham, med Burt Reynolds, Jan-Michael Vincent, Sally Field och Brian Keith i rollerna. Filmen blev nominerad till en Oscar för Bästa ljud.

## Handling
Den åldrande stuntmannen Sonny Hooper (Burt Reynolds) börjar tävla mot den yngre förmågan Ski (Jan-Michael Vincent) för vem som är den bästa stuntmannen. Snart utvecklas rivaliteten till en vänskap.

## Rollista
| Burt Reynolds       | – Sonny Hooper |
| Jan-Michael Vincent | – Ski          |
| Sally Field         | – Gwen         |
| Brian Keith         | – Jocko        |
| Robert Klein        | – Roger Deal   |
| John Marley         | – Max Berns    |
| James Best          | – Cully        |
| Terry Bradshaw      | – Sherman      |
| Adam West           | – sig själv    |

## Utmärkelser
Filmen blev en biosuccé och spelade in $78 miljoner dollar på bio i USA. New York Times recensent Janet Maslin var överlag positiv till filmen och ansåg att den på ett underhållande sätt visar upp filmskaparglädje:
| ” | It's far more interested in demonstrating — very convincingly — that making a movie can be more fun than almost anything else in the world. | „ |